# Kostnica w Ruprechticach
Kostnica w Ruprechticach – zabytkowa kostnica w miejscowości Ruprechtice, położonej w północno-zachodnich Czechach, w kraju hradeckim, w Sudetach Środkowych.

## Opis
Parterowa kostnica zbudowana na planie kwadratu; nakryta blaszanym  dachem czterospadowy. Portal prostokątny z czerwonego piaskowca. Na belce portalu znajduje się data 1699.
Obok kościół wybudowany w latach 1720–1723, należący do broumovskiej grupy kościołów, cmentarz, dzwonnica, plebania.

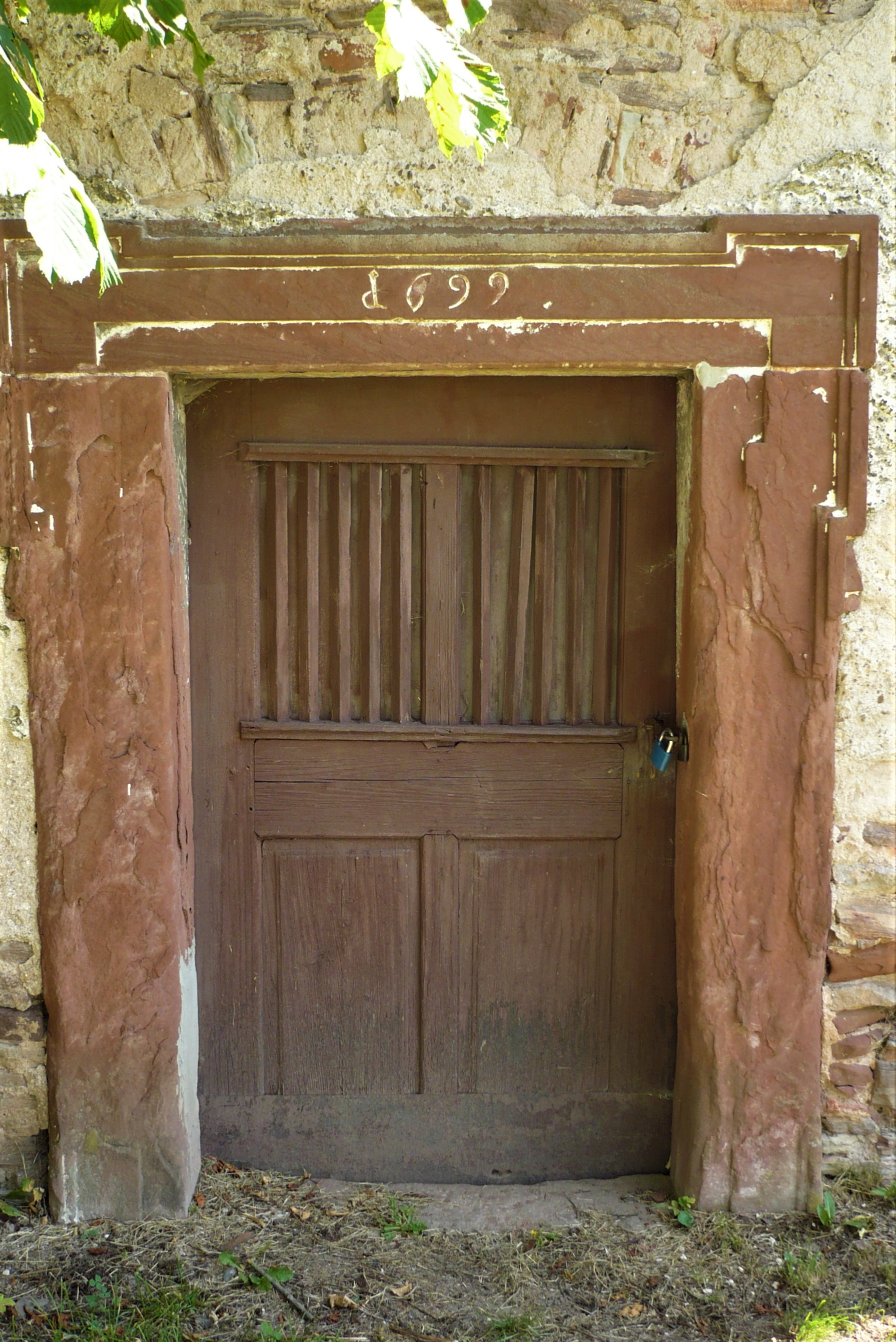
Portal kostnicy
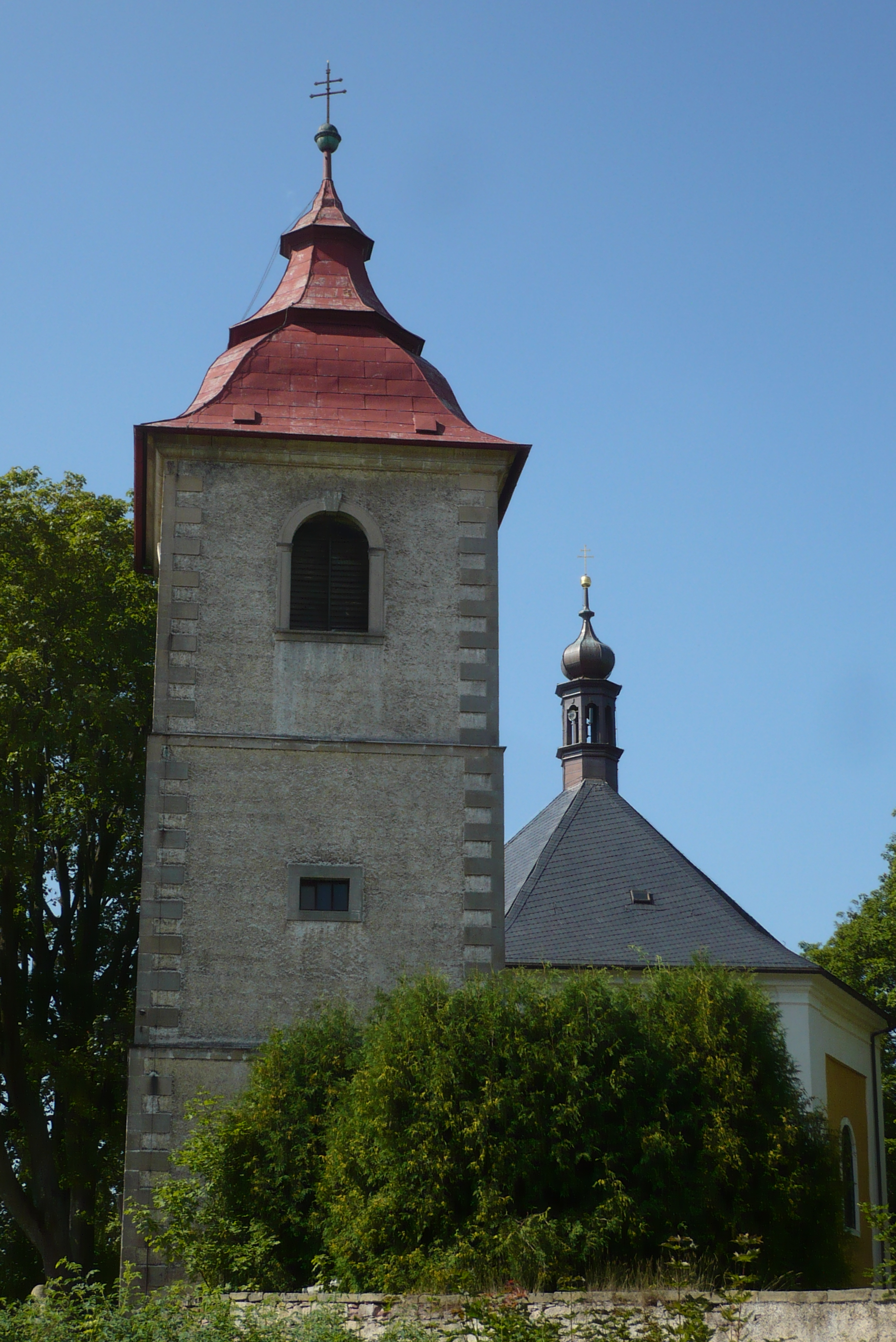
Dzwonnica w Ruprechticach
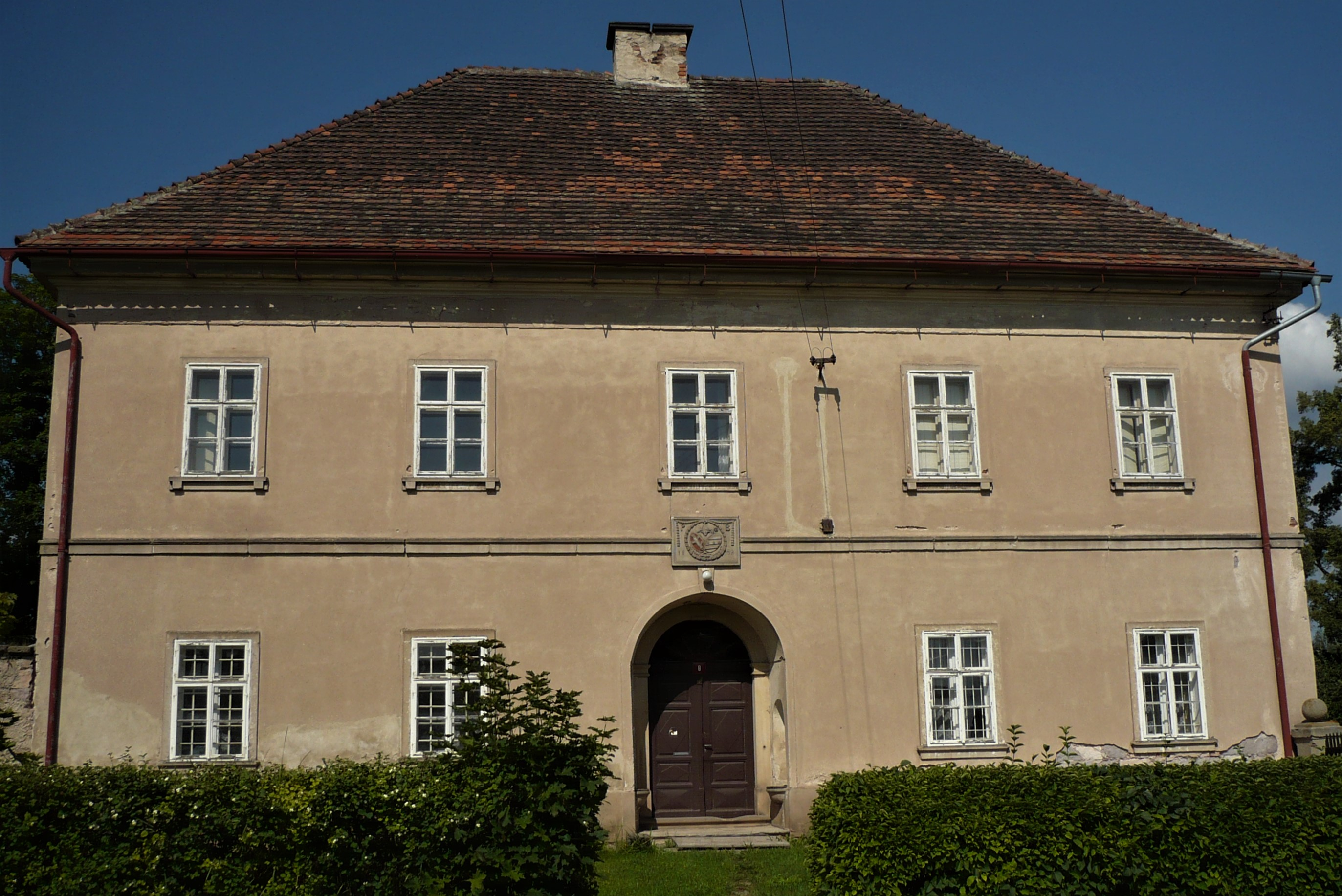
Plebania w Ruprechticach
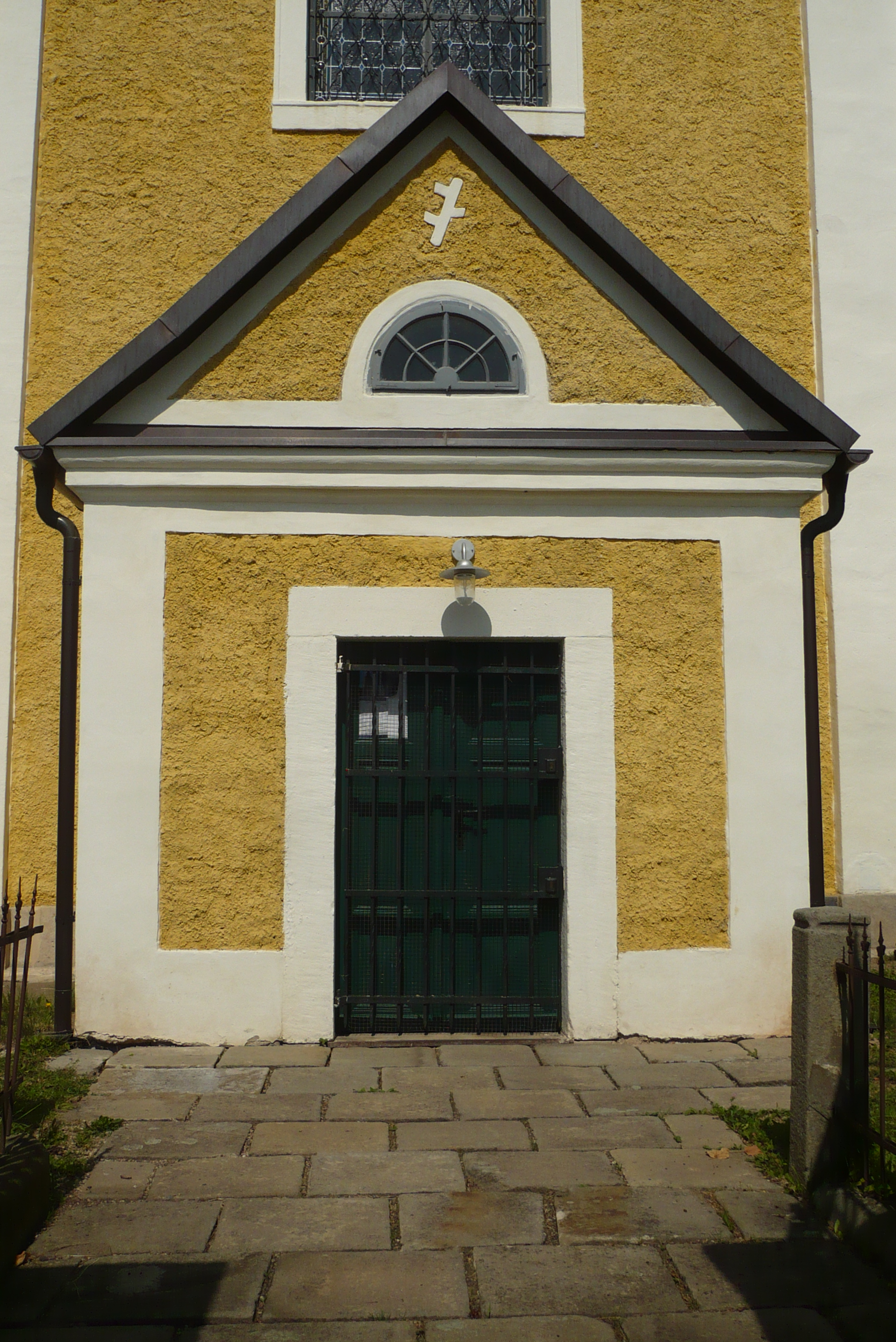
Ganek kościoła z herbem opatów